# Kutik-Inszuszinak

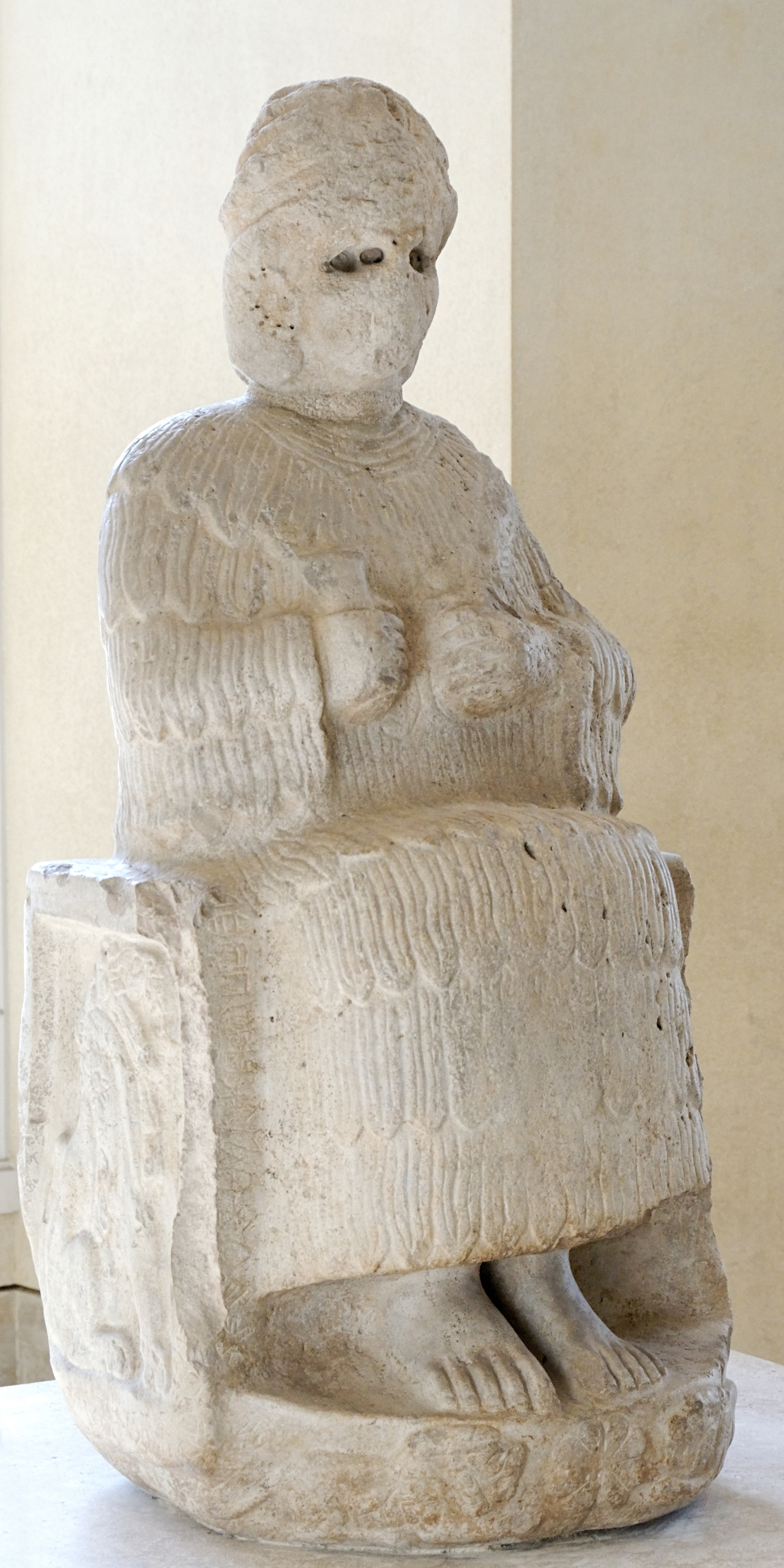
Rzeźba przedstawiająca boginię Narundi; czasy panowania Kutik-Inszuszinaka; znaleziona w Suzie; obecnie w zbiorach Luwru.

Kutik-Inszuszinak, Puzur-Inszuszinak – król Elamu, dwunasty i ostatni przedstawiciel dynastii z Awan; panował w 2 połowie XXIII w. p.n.e.
Był najprawdopodobniej wnukiem króla Hity, za którego panowania był wasalem Naram-Sina z Akadu i gubernatorem Suzy. Jego wpływy i władza zwiększyły się za panowania Szar-kali-szarri, następcy Naram-Sina. Wciąż będąc wasalem królów akadyjskich Kutik-Inszuszinak poprowadził zwycięską wyprawę przeciw zbuntowanym terenom w regionie górnej Dijali, a także odniósł szereg zwycięstw nad swymi wrogami w samym Elamie. Około 2240 roku p.n.e. objął po Hicie tron w Awan. Przyjęte przez niego wówczas tytuły królewskie wskazują, iż nie uznawał on już zwierzchnictwa akadyjskiego i że za jego panowania Elam uniezależnił się politycznie od Mezopotamii. Kutik-Inszuszinak pozostawił po sobie liczne inskrypcje, z których część jest bilingwalna, w językach elamickim i akadyjskim. Dotyczą one głównie jego działalności budowlanej, przedstawiając go jako pobożnego i oddanego bogom władcę. Wraz ze śmiercią Kutik-Inszuszinaka nastają dla Elamu „wieki ciemne”, które trwają aż do nastania dynastii z Simaszki w końcu XXI w. p.n.e.  